# Cloezia artensis
Cloezia artensis là một loài thực vật có hoa trong Họ Đào kim nương. Loài này được (Montrouz.) P.S.Green mô tả khoa học đầu tiên năm 1969.